# Arcidiecéze Armagh
Arcidiecéze Armagh (latinsky Archidioecesis Armachana) je římskokatolická metropolitní diecéze v Irsku. Arcibiskup v Armaghu, nástupce sv. Patrika, má tradičně titul "primas celého Irska". Katedrálou je kostel sv. Patrika v Armaghu. Současným armaghským arcibiskupem je od 8. září 2014 Mons. Eamon Martin.

## Historie
Arcidiecéze byla založena roku 445, prvním armaghským arcibiskupem byl sv. Patrik.